# Військово-історичний музей артилерії, інженерних військ і військ зв'язку
Військо́во-істори́чний музе́й артиле́рії, інжене́рних військ і військ зв'язку́ в Санкт-Петербурзі (рос. Военно-исторический музей артиллерии, инженерных войск и войск связи; застаріла назва — Артилерійський історичний музей) — найстаріше і найбагатше в сучасній Росії (і в колишньому СРСР) сховище зразків холодної і вогнепальної зброї та артилерійських гармат з давнини до наших днів. 

## З історії музею
Колекціонування зброї провадилося ще в Стародавній Русі. 
Від часів Північної війни 1700—21 почалося колекціонування воєнних трофеїв. 
Зібрані колекції до 1761 зберігалися в Оружейній палаті і в Кремлівському арсеналі, пізніше в цейхгаузі Петропавловської фортеці та ін. 
Від 1872 року колекції історичного значення сконцентровано в Артилерійському історичному музеї. 
За Радянської влади фонди Артилерійського історичного музею поповнились зразками зброї, трофеями і реліквіями громадянської та Другої Світової воєн. 

## Фонди
У наш час колекція музею нараховує понад 850 тисяч експонатів. 
В Артилерійському історичному музеї зберігаються архіви артилерійських відомств, починаючи з 17 століття.
На подвір'ї музею представлено понад 200 зразків гармат, ракетних комплексів та іншої воєнної техніки.

## Галерея

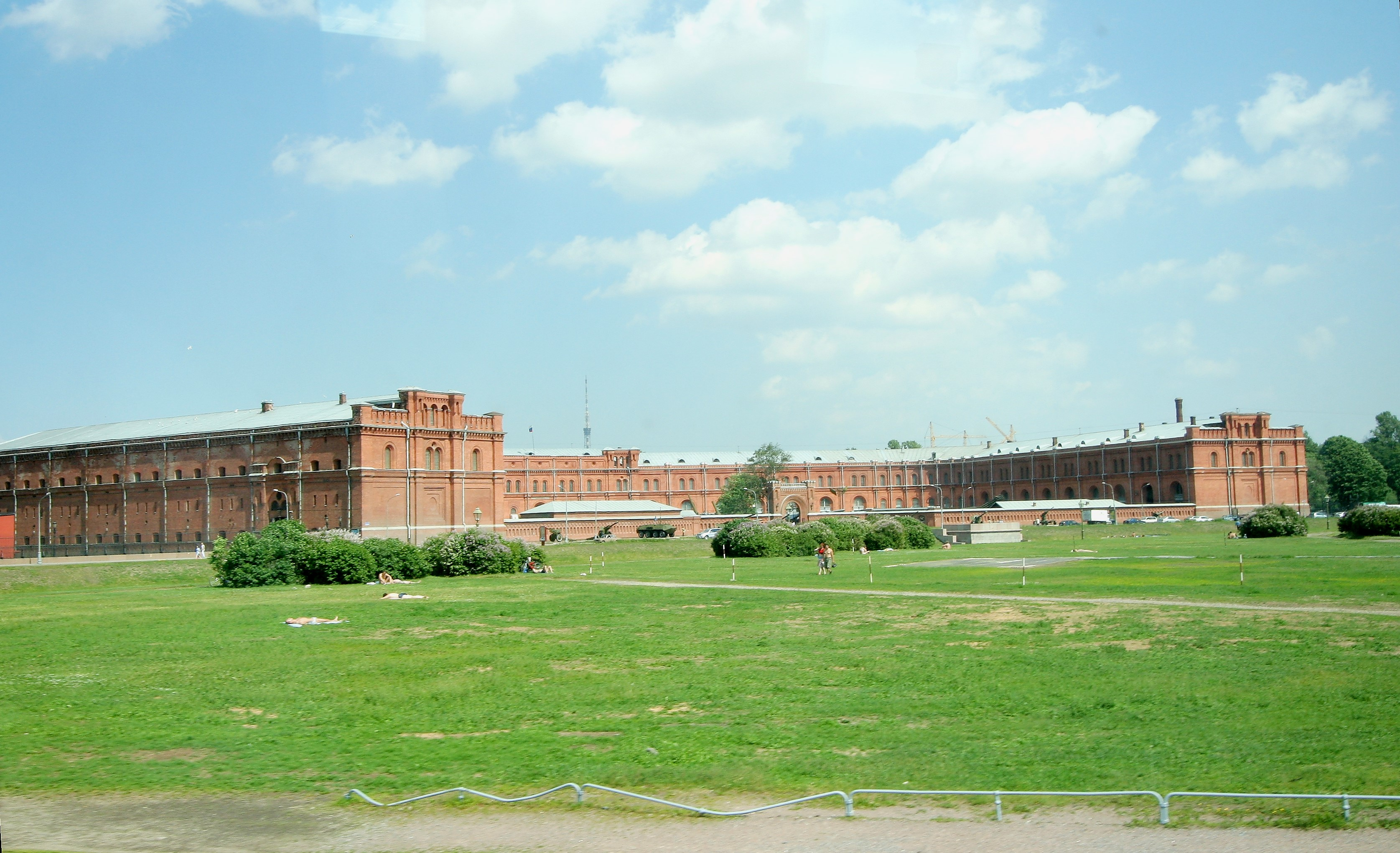
Вид на кронверк Петропавловської фортеці, у якому міститься музей
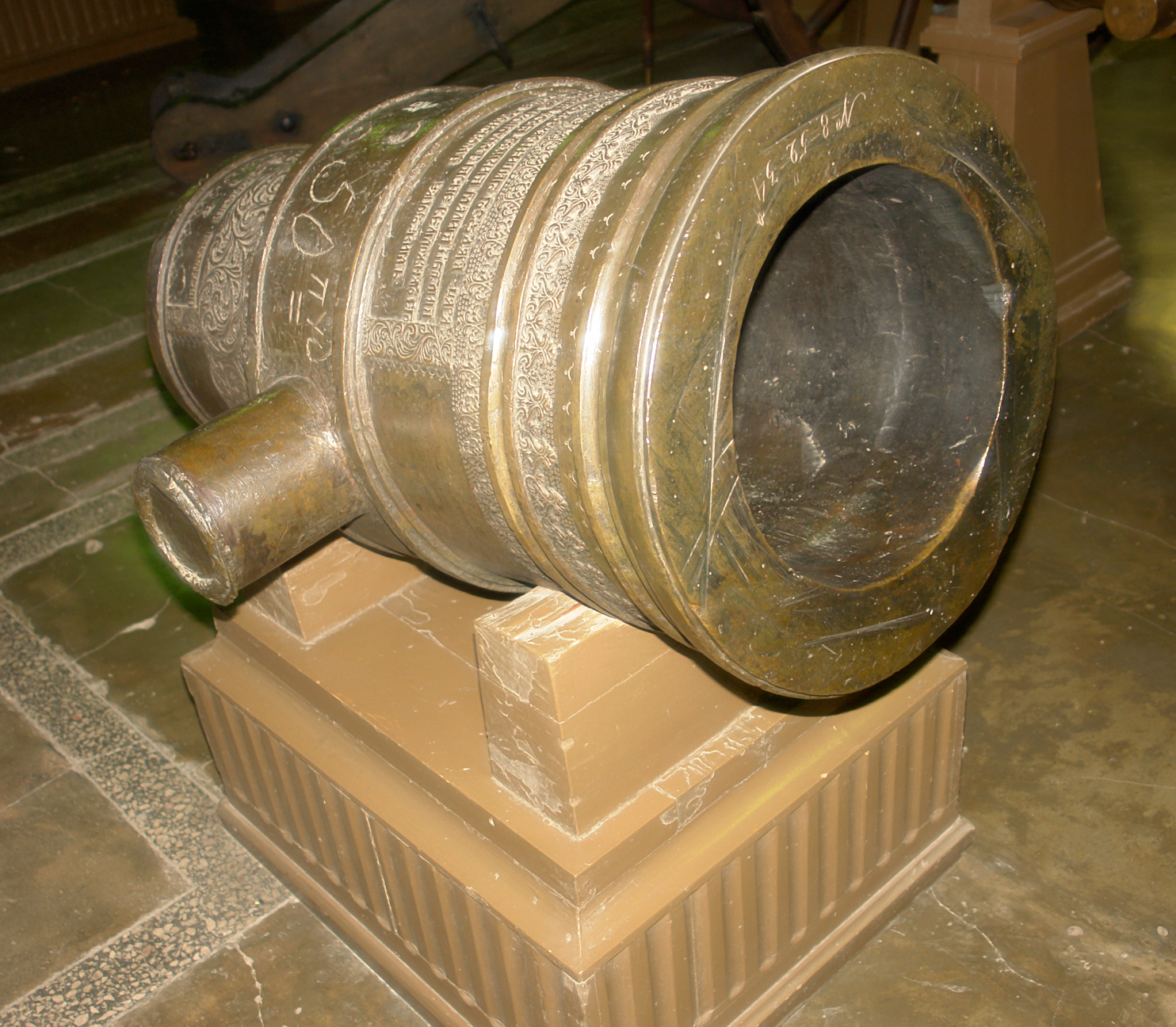
330-мм-ва польова мортира, відлита 1698 року в українському Глухові
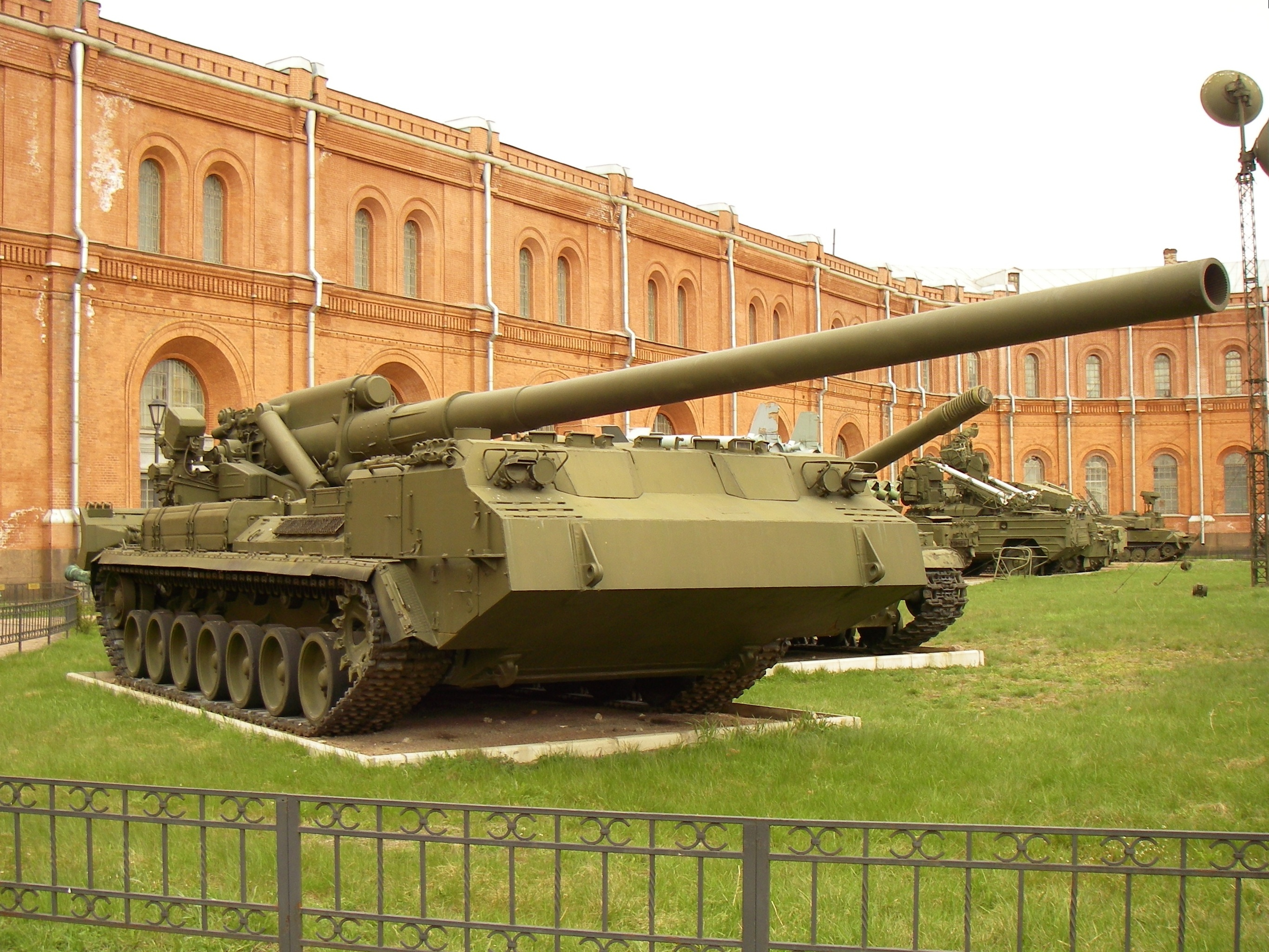
203-мм-ва самоходна артилерійська установка 2С7 «Піон» у Артилерійському музеї Санкт-Петербурга
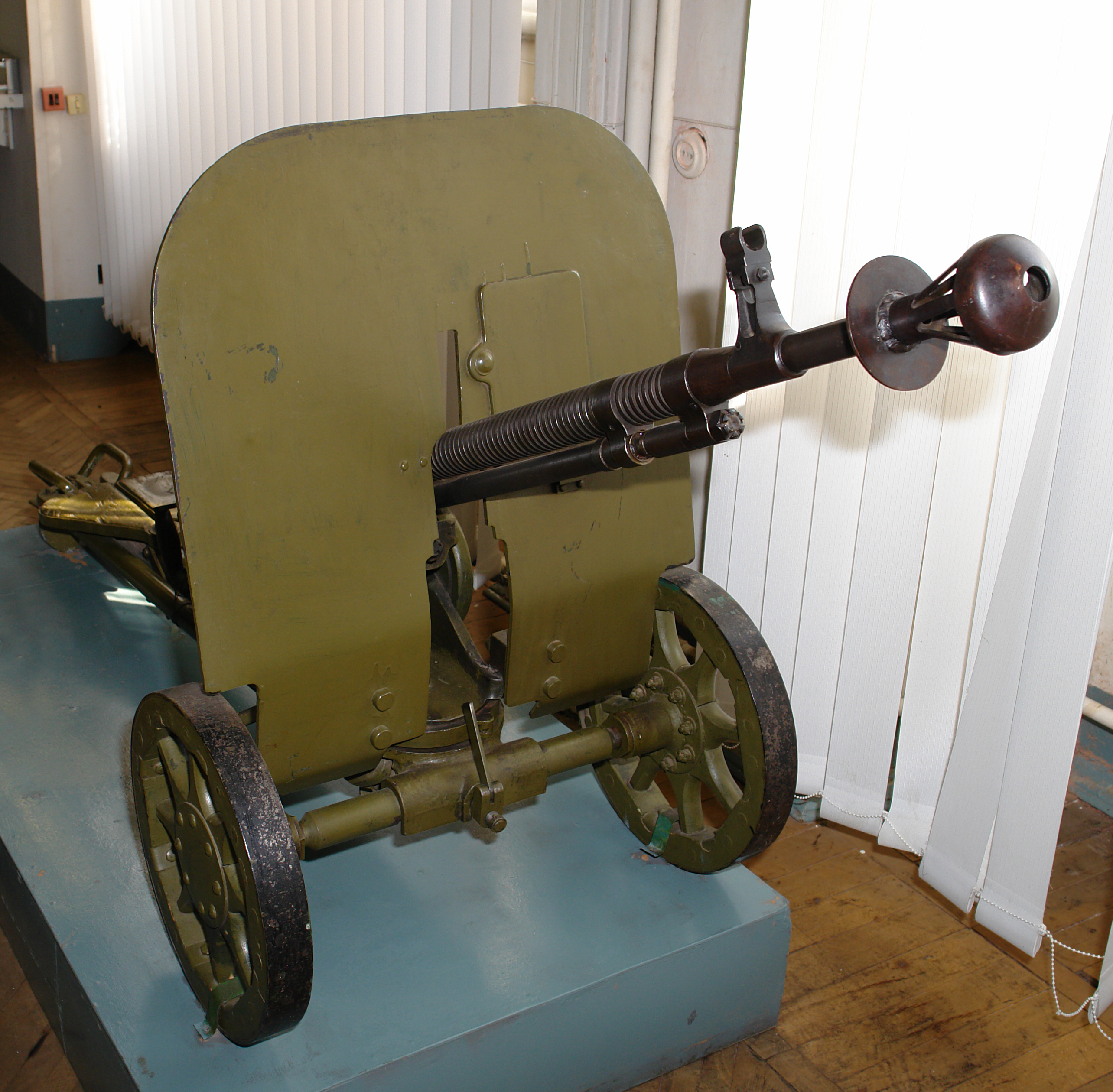
12,7-мм-вий станковий кулемет ДШК зразка 1938 року